# 崔耀
崔耀（葡萄牙語：Chui Iu，1934年—2017年），男，广东新会人，生于澳门，中国企业家，曾任第八、九、十届全国政协委员。